# Karl Mägdefrau
Karl Mägdefrau (né le 8 février 1907 à Ziegenhain et mort le 1er février 1999 à Deisenhofen) est un botaniste et paléobotaniste allemand. Son abréviation officielle d'auteur botanique est « Mägd. ».

## Biographie

### Formation
Mägdefrau étudie la biologie, la géologie et la minéralogie à l'Université d'Iéna à partir de 1926 ; En 1928, il passe un semestre en tant qu'étudiant invité à l'Université Louis-et-Maximilien de Munich avec Karl Immanuel Eberhard Goebel. Il obtient son doctorat en 1930 à Iéna sous la direction d'Otto Renner avec une thèse sur le bilan hydrique des mousses. Après avoir obtenu son diplôme en 1930, il est assistant de recherche à l'université. Il travaille ensuite jusqu'en 1932 comme assistant de recherche à l'Université de Halle, à partir de 1932 comme assistant à l'Université d'Erlangen et après son habilitation là-bas de 1936 à 1942 comme maître de conférences privé. De 1942 à 1943, il travaille comme conservateur à l'Université de Strasbourg et est responsable du jardin botanique et des collections de l'institut sous Franz Firbas (de).

### National-socialisme et prisonnier de guerre
Karl Mägdefrau admet dans ses mémoires qu'il était électeur du NSDAP. Au début, il est libéré du service militaire en tant que membre de l'université, mais à partir de 1943, il est utilisé pour l'exploration géologique dans diverses zones de guerre. Après la fin de la guerre, il réussit à échapper à la captivité en Russie et à se soumettre à la captivité américaine.

### Carrière scientifique
Après avoir été prisonnier de guerre, Mägdefrau devient conseiller du gouvernement à l'Institut botanique forestier de l'Institut de recherche forestière de Munich en 1948. À partir de 1951, il est d'abord professeur associé et à partir de 1956, professeur titulaire à l'Université de Munich. En 1960, il est nommé à l'Université de Tübingen, où il est professeur de botanique spécialisée et directeur du Jardin botanique jusqu'en 1972. En 1961, il est élu membre de la Léopoldine.
Les principaux domaines de recherche de Mägdefrau sont la paléobotanique et l'écologie des mousses. En paléobotanique, il reconstitue, entre autres, la socialisation des plantes aux temps préhistoriques. Ses recherches scientifiques sur les mousses concernent non seulement l'Europe centrale, mais aussi les régions tropicales, y compris l'Amérique du Sud. Il traite également de l'histoire de son domaine et dans son livre Geschichte der Botanik fournit une description de nombreuses personnalités de la recherche et de leurs réalisations.
Mägdefrau est également co-auteur de plusieurs éditions du Lehrbuchs der Botanik für Hochschulen (de) (abrégé : "Der Strasburger").
Il est membre honoraire de la Société botanique allemande, de la Société botanique bavaroise (1958), de la Société botanique de Ratisbonne (1978) et de l'Association géologique de Thuringe (de) (1991).

## Travaux
- Geschichte der Botanik. Leben und Leistung großer Forscher. Gustav Fischer Verlag, Stuttgart 1973  (ISBN 3-437-20489-0).
- Paläobiologie der Pflanzen. G. Fischer, Stuttgart 1968.
- Alpenblumen. Schwarz, Bayreuth 1963.
- Die Gattungen Voltzia und Glyptolepis im Mittleren Keuper von Haßfurt (Main). In: Geol. Bl. NO-Bayern. Band 13, Erlangen 1963, S. 95–98.
- Vegetationsbilder der Vorzeit. G. Fischer, Jena 1959.
- Geologischer Führer durch die Trias um Jena. G. Fischer, Jena 1959.
- Zur Flora des Mittleren Keupers von Haßfurt (Main). In: Geol. Bl. NO-Bayern. Band 6, Erlangen 1956, S. 84–90.
- Neue Funde fossiler Coniferen im Mittleren Keuper von Haßfurt (Main). In: Geol. Bl. NO-Bayern. Band 3, Erlangen 1953, S. 49–58.